# Francesco Fontana (Kardinal)

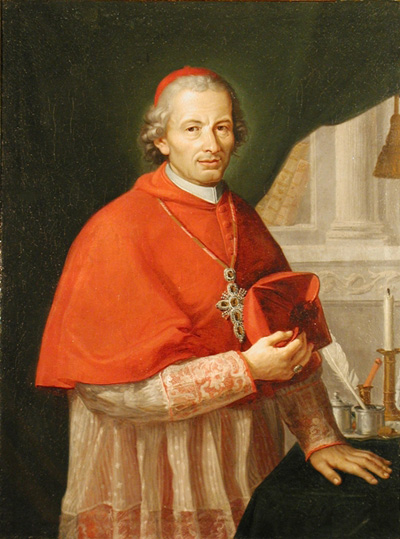
Kardinal Francesco Fontana

Francesco Luigi Fontana CRSP (* 28. August 1750 in Castelmaggiore als Luigi Maria Fontana; † 19. März 1822 in Rom) war ein italienischer römisch-katholischer Ordensgeistlicher und Kurienkardinal der römisch-katholischen Kirche. Von 1807 bis zu seinem Tod war er Generalsuperior seines Ordens.

## Leben
Luigi Maria Fontana trat in den dem Orden der Barnabiten ein, legte am 21. Dezember 1766 die Ewige Profess ab und erhielt den Ordensnamen Francesco Luigi an. Er studierte Theologie und Philosophie in Mailand und Bologna, 1774 empfing er die Priesterweihe. Nach Lehrtätigkeiten für die Barnabiten in Mailand wurde er 1797 Ordensprovinzial in der Lombardei. Unter Papst Pius VII. wurde er Konsultor der Heiligen Ritenkongregation sowie der Kongregation für die römische und universale Inquisition.
1804 begleitete Francesco Fontana Pius VII. zur Kaiserkrönung Napoleon Bonapartes nach Frankreich. 1807 stieg er zum Generalsuperior der Barnabiten auf. Im Folgejahr wurde er nach Frankreich deportiert, zwischen 1811 und 1814 saß er in Vincennes in Haft. Nach seiner Rückkehr nach Rom ernannte ihn Pius VII. am 19. Juli 1814 zum Sekretär der neuerrichteten Kongregation für außerordentliche kirchliche Angelegenheiten, die dem Staatssekretariat untergeordnet war.
Im Konsistorium vom 8. März 1816 nahm ihn Pius VII. als Kardinalpriester von Santa Maria sopra Minerva ins Kardinalskollegium auf, am 30. Juni desselben Jahres ernannte er ihn zum Präfekten der Indexkongregation. Am 24. September 1818 wurde Kardinal Fontana schließlich Präfekt der Kongregation De Propaganda Fide.
Francesco Fontana starb 1822 in Rom und wurde in der Kirche San Carlo ai Catinari beigesetzt.